# 帕斯帕尔多
帕斯帕尔多（義大利語：Paspardo），是意大利布雷西亚省的一个市镇。总面积10平方公里，人口656人，人口密度65.6人/平方公里（2009年）。国家统计（ISTAT）代码为017135。